# Proceratophrys mantiqueira
Proceratophrys mantiqueira es una especie de anfibio anuro de la familia Odontophrynidae.

## Distribución geográfica
Esta especie es endémica de Brasil. Se encuentra en el estado de Río de Janeiro en Itatiaia, en el estado de São Paulo en Piquete y Minas Gerais en Aiuruoca, Pedra Dourada y Ervália hasta 1985 m sobre el nivel del mar en la Serra da Mantiqueira.

## Descripción
El holotipo masculino mide 34,4 mm. Los machos miden de 28.4 a 42.5 mm y las hembras de 36.3 a 54.3 mm.

## Etimología
El nombre de su especie le fue dado en referencia al lugar de su descubrimiento, Sierra de la Mantiqueira.

## Publicación original
- Mângia, Santana, Cruz & Feio, 2014 : Taxonomic review of Proceratophrys melanopogon (Miranda Ribeiro, 1926) with description of four new species (Amphibia, Anura, Odontophrynidae). Boletim do Museu Nacional, Nova Serie, Zoología, vol. 531, p. 1–33[2]